# Noordse gele kwikstaart
De noordse gele kwikstaart (Motacilla flava thunbergi) is een zangvogel uit de familie piepers en kwikstaarten (Motacillidae). IOC Birdnames beschouwt de vogel als een ondersoort van de (gewone) gele kwikstaart, maar de noordse kwikstaart wordt ook vaak als een volwaardige soort gepresenteerd: Motacilla thunbergi.

## Kenmerken
Ze worden ongeveer 16 cm groot, even groot als de gewone gele kwikstaart, met een groenig bruine rug en heldergele buik, die bij het vrouwtje iets lichter is. Het verschil met de gewone gele kwikstaart zit in de koptekening van het mannetje. Bij de noordse gele kwikstaart ontbreekt de oogstreep. Daarentegen is de streek rond het oog donkergrijs, bijna zwart, mooi contrasterend met het geel. Deze (onder)soort komt voor van het midden van Scandinavië tot in Siberië.

## Status
Deze ondersoort is in de Lage Landen geen broedvogel. Noordse gele kwikstaarten trekken wel in klein aantal door Nederland. Vooral bij Breskens, de meest oostelijk gelegen Waddeneilanden en bij de Eemshaven worden in mei soms honderden doortrekkers per dag waargenomen. Maar door heel Nederland op vochtige grazige plaatsen zoals in de uiterwaarden van de Rijn, IJssel en de Maas, kunnen noordse gele kwikstaarten in mei gezien worden. Op de najaarstrek worden ze veel minder vaak waargenomen, mogelijk komt dit doordat ze dan minder goed te onderscheiden zijn van gewone kwikstaarten.